# Хэнди, Уильям Кристофер
Уильям Кристофер Хэнди (англ. William Christopher Handy; 16 ноября 1873, Флоренс, Алабама, США — 28 марта 1958, Нью-Йорк, США) — американский композитор, автор песен в стиле блюз, трубач, корнетист и аранжировщик
. Его роль в истории музыки многими критиками отмечена прозвищем «отец блюза» (англ. Father of the Blues).

## Биография

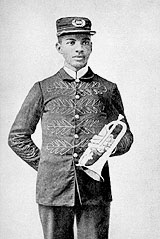
Хэнди в возрасте 19 лет

Уильям Хэнди родился 16 ноября 1873 года в городе Флоренс (штат Алабама, США) в семье потомственного проповедника. В детстве и юности он получил достаточно хорошее образование, окончив общеобразовательную школу и Кентуккийский музыкальный колледж. После колледжа Уильям недолгое время работал учителем, перепробовав множество профессий, пока не занялся музыкальной карьерой. В 1893 году Хэнди организовал скрипичный оркестр «The Lauzetta Quartet», с которым выступал на Всемирной ярмарке в Чикаго. В 1895 году он начал играть в оркестре «Bessemer Brass Band», а через год стал руководителем танцевального оркестра «Mahara’s Minstrels», который гастролировал по южным штатам США и Кубе.
Начиная с 1906 года Уильям Хэнди организовывает концерты в Нью-Йорке, Мемфисе и Чикаго. Тогда же, по мнению самого Хэнди произошло «открытие блюза». Он описал случай, произошедший с ним в 1903 году в штате Миссисипи, в автобиографической книге «Father Of The Blues»:

Меня разбудил звук гитары. Недалеко от меня сидел тощий, одетый в лохмотья негр, и играл, скользя по струнам складным ножом в манере гавайских гитаристов, которые использовали для этого стальной брусок. Это было потрясающе. Сама песня тоже поразила меня: «Goin' Where The Southern Cross The Dog». Певец повторил мелодию три раза, аккомпанируя себе на гитаре в самой удивительной манере, которую я когда-либо слышал…— 
Хэнди начал записывать блюзовые мелодии и использовать в своих концертах, а в 1912 году выпустил первую блюзовую пластинку и ноты «Memphis Blues». По воле случая, композитор не чувствовал ценности этой песни и продал авторские права на неё за 100 долларов. В 1914 году Уильям Хэнди написал композицию «St. Louis Blues», которая в то время стала очень популярной в Америке. Дальше он пишет такие знаковые для блюза вещи как «Yellow Dog Blues», «Beale Street Blues», «Careless Love» и т. д.
В 1918 году Уильям Хэнди опубликовал несколько антологий блюза и спиричуэлс, а также ряд исследовательских работ. Самая известная его книга, «Blues: An Anthology», вышла в 1926 году.
В 1920-х годах Уильям Хэнди выступает с различными оркестрами и помогает в записи многим известным джазменам: Джелли Ролл Мортону, Генри «Ред» Аллену и др. В это же время у музыканта начались проблемы с глазами, из-за чего он стал меньше выступать на публике и сосредоточился на записях. К 1940-х годам он полностью потерял зрение и закончил свою музыкальную карьеру.
28 марта 1958 года Уильям Кристофер Хэнди скончался в Нью-Йорке.

## Память
- В 1958 году о жизни культового музыканта снят фильм «St. Louis Blues», в котором в главной роли снялся негритянский певец и пианист Нат «Кинг» Коул.
- В Мемфисе У. К. Хэнди установлен памятник.
- Blues Foundation (Фонд Блюза), некоммерческая организация США, созданная для развития блюзового наследия, в 1980 году учредила «высшую награду, присуждаемую музыкантам и авторам песен в области блюзовой музыки», которая с 1996 по 2006 год носила имя У. К. Хэнди — W. C. Handy Awards (или «The Handys»).В 2006 год премия переименована в Blues Music Awards, чтобы повысить общественное признание значимости наград. Премия имеет 25 номинаций. Blues Music Awards ежегодно вручается в Мемфисе, штат Теннесси, США, где расположен Фонд Блюза.